# Xibalba III
Xibalba III — третий студийный альбом немецкой готической группы Merciful Nuns, вышедший 21 декабря 2011 года на лейбле Solar Lodge.

## Об альбоме
Как и большинство других работ Артауда Сета, Xibalba III имеет оккультно-мифологическую направленность. Альбом посвящён теме конца света.
Критики высоко оценили диск. Так, Хенк Верекен из бельгийского онлайн-журнала Dark Entries поставил ему девять баллов из десяти и охарактеризовал музыку, представленную на альбоме, как «запоминающийся и мелодичный готик-рок с драматическим вокалом». По мнению рецензента, на Xibalba III Merciful Nuns удачно сочетают классические для готической музыки гитарные партии с «шаманскими» ритмами ударных, а в композициях заметны следы влияния Fields of the Nephilim, Sisters of Mercy и Nosferatu. Лучшими треками критик назвал «Dwellings of Gods», «The Prophecy», «Radiation», «Dark Trails» и «13.0.0.0.0.».
Шон Пэлфри из журнала Dominion Magazine также положительно оценил диск, указав на то, что группа отлично совмещает ро́ковую энергичность с атмосферностью и мрачностью. Пэлфри счёл песни хорошо написанными и похвалил высокое качество записи; лучшими композициями он назвал «Radiation», «Ancient Astronauts», «The Return» и «In Between Worlds».

## Список композиций
Все тексты: Артауд Сет. Музыка: Merciful Nuns.
1. «The Prophecy» — 5:46
2. «Radiation» — 3:35
3. «Dark Trails» — 4:10
4. «Year Zero» — 6:06
5. «Ancient Astronauts» — 4:48
6. «Dwellings of Gods» — 4:35
7. «The Return» — 3:20
8. «In Between Worlds» — 8:17
9. «13.0.0.0.0.» — 5:35 (бонус-трек)

## Участники записи
- Артауд Сет — вокал, программирование
- Нильс «Jón» Хербиг — гитара
- Ява Сет — бас-гитара